# Equinox Desktop Environment
Equinox Desktop Environment (EDE) — свободная среда рабочего стола для UNIX-подобных операционных систем, отличается своей компактностью, быстротой, лёгкостью и простотой. Она базируется на FLTK. Эта рабочая среда в основном копирует стандартный вид интерфейса Microsoft Windows и используется по умолчанию в Minix.